# JKP GRAS Sarajevo

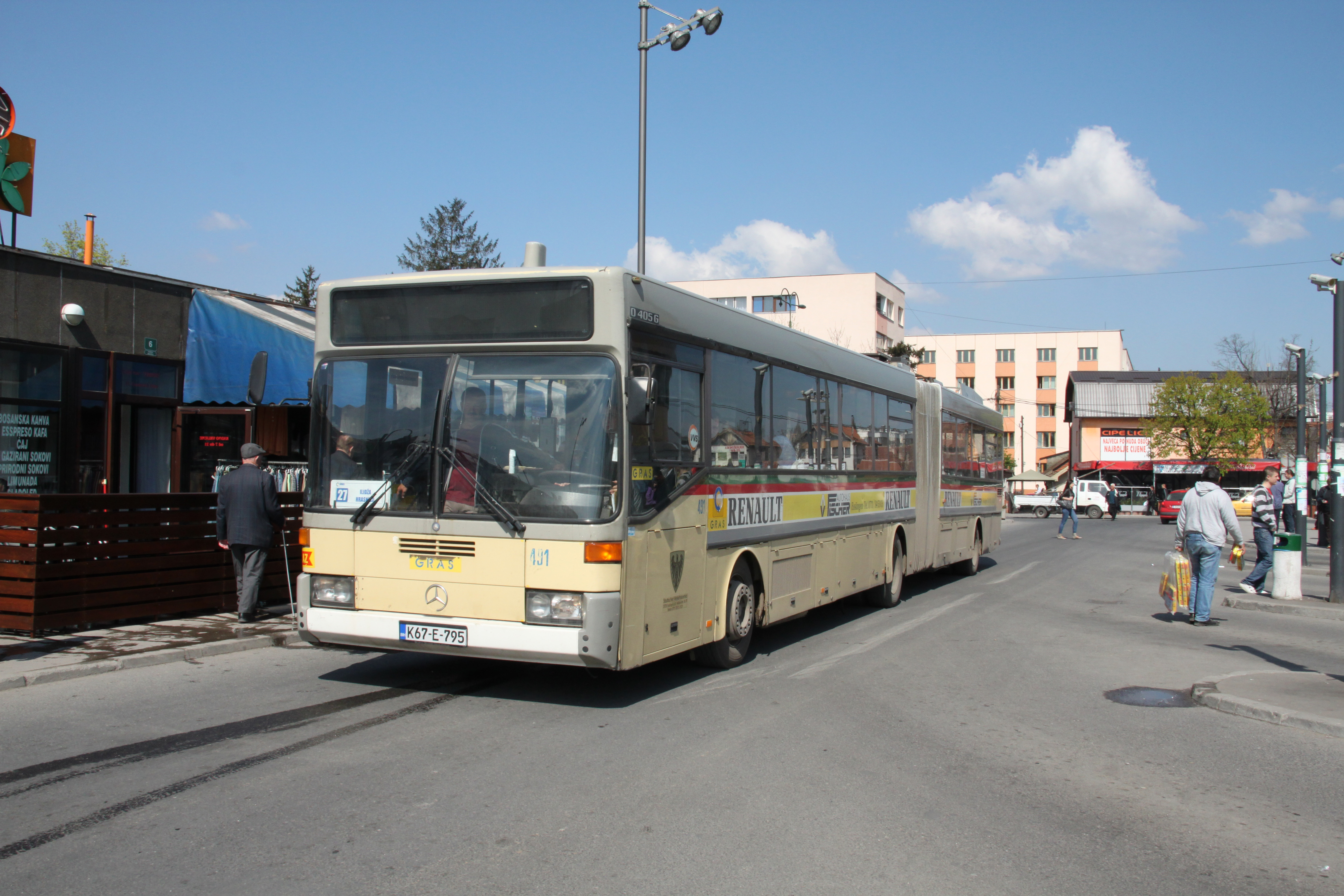
Verlengde bus van Mercedes-Benz O 405 GTD

JKP GRAS Sarajevo, voluit Javno Komunalno Preduzeće - Gradski Saobraćaj Sarajevo (vertaald: Openbaar Gemeentelijk Bedrijf - Gemeentelijk Vervoer Sarajevo) is het gemeentelijk vervoersbedrijf van de Bosnische hoofdstad Sarajevo. Het exploiteert de Sarajevo-tram, de Sarajevo- trolleybus en diverse buslijnen. De geschiedenis gaat terug tot 1953 (Generalnog sistema povlastica; GSP).

## Buslijnen
Het bedrijf exploiteert ongeveer 80 buslijnen, waarbij onderscheid wordt gemaakt tussen bussen en minibussen. Sinds enige tijd zijn er ook međuentitetske linije, d.w.z. lijnen die aansluiten op de districten en voorsteden in het zuiden en oosten van de Servische Republiek, bijvoorbeeld naar Lukavica en Trnovo.